# Gran Premio di Germania 1966
Il Gran Premio di Germania 1966 fu una gara di Formula 1, disputatasi il 7 agosto 1966 sul Nürburgring. Fu la sesta prova del mondiale 1966 e vide la vittoria di Jack Brabham su Brabham-Repco, seguito da John Surtees e da Jochen Rindt.
Il Gran premio è funestato dal grave incidente di John Taylor, che morirà circa un mese più tardi a causa delle ustioni procuratesi dall'incendio susseguente all'urto della sua Brabham con la Matra Formula 2 di Jacky Ickx (per rimpinguare la griglia di partenza erano state ammesse, fuori classifica, anche delle vetture di Formula 2, mostrati in giallo nelle tabelle sottostanti).

## Qualifiche
| Pos | N. | Pilota               | Costruttore                | Scuderia                    | Tempo  | Distacco |
| --- | -- | -------------------- | -------------------------- | --------------------------- | ------ | -------- |
| 1   | 1  | Jim Clark            | Lotus 33-Climax            | Team Lotus                  | 8:16.5 | -        |
| 2   | 7  | John Surtees         | Cooper T81-Maserati        | Cooper Car Company          | 8:18.0 | +1.5     |
| 3   | 6  | Jackie Stewart       | BRM P261 2L                | Owen Racing Organisation    | 8:18.8 | +2.3     |
| 4   | 11 | Ludovico Scarfiotti  | Ferrari 312                | Scuderia Ferrari SpA SEFAC  | 8:20.2 | +3.7     |
| 5   | 3  | Jack Brabham         | Brabham BT19-Repco         | Brabham Racing Organisation | 8:20.8 | +4.3     |
| 6   | 9  | Lorenzo Bandini      | Ferrari 312                | Scuderia Ferrari SpA SEFAC  | 8:21.1 | +4.6     |
| 7   | 10 | Mike Parkes          | Ferrari 312                | Scuderia Ferrari SpA SEFAC  | 8:21.7 | +5.2     |
| 8   | 12 | Dan Gurney           | Eagle T1F-Climax 2,7L      | Anglo American Racers       | 8:22.8 | +6.3     |
| 9   | 8  | Jochen Rindt         | Cooper T81-Maserati        | Cooper Car Company          | 8:27.7 | +11.2    |
| 10  | 5  | Graham Hill          | BRM P261 2L                | Owen Racing Organisation    | 8:28.6 | +12.1    |
| 11  | 14 | Bob Bondurant        | BRM P261 2L                | Team Chamaco-Collect        | 8:33.0 | +16.5    |
| 12  | 17 | Jo Bonnier           | Cooper T81-Maserati        | Joakim Bonnier Racing Team  | 8:35.2 | +18.7    |
| 13  | 15 | Mike Spence          | Lotus 25/33-BRM 2L         | Reg Parnell Racing          | 8:38.6 | +22.1    |
| 14  | 19 | Bob Anderson         | Brabham BT11-Climax 2,7L   | DW Racing Entreprises       | 8:42.5 | +26.0    |
| 15  | 4  | Denny Hulme          | Brabham BT20-Repco         | Brabham Racing Organisation | 8:49.3 | +32.8    |
| 16  | 27 | Jacky Ickx           | Matra MS5-Ford Cosworth    | Tyrrell Racing Organisation | 8:52.0 | +35.5    |
| 17  | 2  | Peter Arundell       | Lotus 33-BRM 2L            | Team Lotus                  | 8:52.7 | +36.2    |
| 18  | 34 | Jean-Pierre Beltoise | Matra MS5-Ford Cosworth    | Matra Sports                | 9:00.4 | +43.9    |
| 19  | 33 | Jo Schlesser         | Matra MS5-Ford Cosworth    | Matra Sports                | 9:01.5 | +45.0    |
| 20  | 31 | Pedro Rodríguez      | Lotus 44-Ford Cosworth     | Team Lotus                  | 9:03.0 | +46.5    |
| 21  | 25 | Kurt Ahrens          | Brabham BT18-Ford Cosworth | Caltex Racing Team          | 9:04.7 | +48.2    |
| 22  | 28 | Hans Herrmann        | Brabham BT18-Ford Cosworth | Roy Winkelmann Racing       | 9:05.7 | +49.2    |
| 23  | 32 | Piers Courage        | Lotus 44-Ford Cosworth     | Team Lotus                  | 9:06.0 | +49.5    |
| 24  | 29 | Alan Rees            | Brabham BT18-Ford Cosworth | Roy Winkelmann Racing       | 9:08.4 | +51.9    |
| 25  | 16 | John Taylor          | Brabham BT11-BRM 2L        | David Bridges               | 9:08.9 | +52.4    |
| 26  | 20 | Chris Lawrence       | Cooper T73-Ferrari         | J A Pearce Engineering      | 9:10.9 | +54.4    |
| 27  | 26 | Hubert Hahne         | Matra MS5-Ford Cosworth    | Tyrrell Racing Organisation | 9:17.0 | +60.5    |
| 28  | 35 | Silvio Moser         | Brabham BT16-Ford Cosworth | Privato                     | 9:17.2 | +60.7    |
| 29  | 30 | Gerhard Mitter       | Lotus 44-Ford Cosworth     | Team Lotus                  | 9:32.2 | +75.7    |

## Gara
| Pos | N. | Pilota               | Costruttore/Motore         | Giri | Tempo/Ritiro       | Griglia | Punti |
| --- | -- | -------------------- | -------------------------- | ---- | ------------------ | ------- | ----- |
| 1   | 3  | Jack Brabham         | Brabham BT19-Repco         | 15   | 2:27:03.0          | 5       | 9     |
| 2   | 7  | John Surtees         | Cooper T81-Maserati        | 15   | + 44.4             | 2       | 6     |
| 3   | 8  | Jochen Rindt         | Cooper T81-Maserati        | 15   | + 2:32.6           | 9       | 4     |
| 4   | 5  | Graham Hill          | BRM P261 2L                | 15   | + 6:41.4           | 10      | 3     |
| 5   | 6  | Jackie Stewart       | BRM P261 2L                | 15   | + 8:28.9           | 3       | 2     |
| 6   | 9  | Lorenzo Bandini      | Ferrari 312                | 15   | + 10:56.4          | 6       | 1     |
| 7   | 12 | Dan Gurney           | Eagle T1F-Climax 2,7L      | 14   | Problema elettrico | 8       |       |
| 8   | 34 | Jean-Pierre Beltoise | Matra MS5-Ford Cosworth    | 14   | +1 Giro            | 18      |       |
| 9   | 26 | Hubert Hahne         | Matra MS5-Ford Cosworth    | 14   | +1 Giro            | 27      |       |
| 10  | 33 | Jo Schlesser         | Matra MS5-Ford Cosworth    | 14   | +1 Giro            | 19      |       |
| 11  | 28 | Hans Herrmann        | Brabham BT18-Ford Cosworth | 14   | +1 Giro            | 22      |       |
| 12  | 2  | Peter Arundell       | Lotus 33-BRM 2L            | 14   | + 1 Giro           | 17      |       |
| Rit | 15 | Mike Spence          | Lotus 25/33-BRM 2L         | 12   | Alternatore        | 13      |       |
| Rit | 1  | Jim Clark            | Lotus 33-Climax            | 11   | Incidente          | 1       |       |
| Rit | 20 | Chris Lawrence       | Cooper T73-Ferrari         | 10   | Sospensioni        | 26      |       |
| Rit | 11 | Ludovico Scarfiotti  | Ferrari 312                | 9    | Problema elettrico | 4       |       |
| Rit | 10 | Mike Parkes          | Ferrari 312                | 9    | Incidente          | 7       |       |
| Rit | 4  | Denny Hulme          | Brabham BT20-Repco         | 8    | Iniezione          | 15      |       |
| Rit | 31 | Pedro Rodríguez      | Lotus 44-Ford Cosworth     | 7    | Motore             | 20      |       |
| Rit | 29 | Alan Rees            | Brabham BT18-Ford Cosworth | 4    | Motore             | 24      |       |
| Rit | 17 | Jo Bonnier           | Cooper T81-Maserati        | 3    | Frizione           | 12      |       |
| Rit | 32 | Piers Courage        | Lotus 44-Ford Cosworth     | 3    | Incidente          | 23      |       |
| Rit | 14 | Bob Bondurant        | BRM P261 2L                | 3    | Motore             | 11      |       |
| Rit | 25 | Kurt Ahrens          | Brabham BT18-Ford Cosworth | 3    | Scatola del cambio | 21      |       |
| Rit | 19 | Bob Anderson         | Brabham BT11-Climax 2,7L   | 2    | Trasmissione       | 14      |       |
| Rit | 27 | Jacky Ickx           | Matra MS5-Ford Cosworth    | 1    | Collisione         | 16      |       |
| Rit | 16 | John Taylor          | Brabham BT11-BRM 2L        | 0    | Incidente fatale   | 25      |       |
| NP  | 35 | Silvio Moser         | Brabham BT16-Ford Cosworth | 0    | Motore             | 28      |       |
| NP  | 30 | Gerhard Mitter       | Lotus 44-Ford Cosworth     | 0    | Incidente          | 29      |       |

## Statistiche

### Piloti
- 11ª vittoria per Jack Brabham
- 1º Gran Premio per Jacky Ickx, Jean-Pierre Beltoise, Jo Schlesser, Kurt Ahrens, Piers Courage, Hubert Hahne, Silvio Moser e Alan Rees
- Ultimo Gran Premio per John Taylor e Chris Lawrence

### Costruttori
- 6° vittoria per la Brabham
- 1º Gran Premio per la Matra

### Motori
- 4° vittoria per il motore Repco
- 44ª e ultima pole position per il motore Climax
- 40° podio per il motore Maserati

### Giri al comando
- Jack Brabham (1-15);

## Episodi della gara
Il Gran Premio è funestato dal grave incidente di John Taylor, che morirà circa un mese più tardi a causa delle ustioni procuratesi dall'incendio susseguente all'urto della sua Brabham con la Matra Formula 2 di Jacky Ickx (per rimpinguare la griglia di partenza erano state ammesse, fuori classifica, anche delle vetture di Formula 2, mostrati in giallo nelle tabelle sottostanti).

## Classifiche Mondiali

### Piloti
| Pos | Pilota          | Punti |
| --- | --------------- | ----- |
| 1   | Jack Brabham    | 39    |
| 2   | Graham Hill     | 17    |
| 3   | Jochen Rindt    | 15    |
|     | John Surtees    | 15    |
| 5   | Jackie Stewart  | 14    |
| 6   | Lorenzo Bandini | 12    |
| 7   | Denny Hulme     | 10    |
| 8   | Jim Clark       | 7     |
| 9   | Mike Parkes     | 6     |
| 10  | Bob Bondurant   | 3     |
| 11  | Richie Ginther  | 2     |
|     | Mike Spence     | 2     |
|     | Dan Gurney      | 2     |
| 14  | John Taylor     | 1     |
|     | Bruce McLaren   | 1     |

### Costruttori
| Pos | Costruttore         | Punti |
| --- | ------------------- | ----- |
| 1   | Brabham-Repco       | 39    |
| 2   | Ferrari             | 23    |
| 3   | BRM                 | 22    |
| 4   | Cooper-Maserati     | 17    |
| 5   | Lotus-Climax        | 7     |
| 6   | Eagle-Climax        | 2     |
|     | Lotus-BRM           | 2     |
| 8   | Brabham-BRM         | 1     |
|     | McLaren-Serenissima | 1     |